# Aeromarine PG-1
Aeromarine PG-1 – amerykański samolot wojskowy z początku lat 20. XX wieku zaprojektowany w zakładach Engineering Division należących do Aviation Section, U.S. Signal Corps (poprzedniku dzisiejszego United States Air Force i zbudowany w firmie Aeromarine. W ramach systemu oznaczeń samolotów United States Army Air Corps obowiązującego w latach 1919-24 był to jedyny samolot noszący oznaczenie „PG” (pursuit ground - „pościgowy, bliskiego wsparcia”) i miał spełniać rolę samolotu myśliwskiego i bliskiego wsparcia powietrznego. W czasie oblatywania odkryto, że samolot miał złe właściwości pilotażowe i niezadowalające osiągi, z tych powodów porzucono dalsze prace rozwojowe nad nim i nie wszedł on do produkcji seryjnej. Zbudowano tylko trzy egzemplarze.

## Historia

### Geneza
Pod koniec I wojny światowej w niemieckich siłach powietrznych Luftstreitkräfte stworzono specjalne dywizjony znane jako Schlachstaffeln, których zadaniem było atakowanie i ostrzeliwanie żołnierzy nieprzyjaciela na ziemi. W roli samolotów bliskiego wsparcia powietrznego używano takich myśliwców jak Halberstadt CL.II i V, Hannover CL.III oraz specjalnie zaprojektowany do tego typu zadań samolot - Junkers J 1. Rewolucyjny J 1 był jednym z pierwszych samolotów o konstrukcji całkowicie metalowej, a jego załoga i silnik były chronione pięciomilimetrową blachą pancerną. Armia niemiecka wypracowała doktrynę bardzo bliskiej współpracy z samolotami Schlachstaffeln, co w późniejszym czasie zaowocowało opracowaniem teorii blitzkriegu i bardzo bliskiej współpracy lotnictwa i sił lądowych. Brytyjczycy także zdawali sobie sprawę ze znaczenia bliskiego wsparcia lotniczego dla żołnierzy na ziemi, do tego celu używano początkowo myśliwców Sopwith Camel, Royal Aircraft Factory S.E.5 oraz Bristol F.2 Fighter, a w późniejszym czasie nieudanego i niepopularnego de Havilland D.H.5 oraz opancerzonego Sopwith Salamander, który jednak dotarł do jednostek zbyt późno, aby mógł wziąć udział w wojnie.
Stworzeniem podobnych dywizjonów zainteresował się także United States Army Air Service. Już po wojnie ówczesny jeszcze pułkownik „Billy” Mitchell poświęcił temu zagadnieniu rozdział „Organization and Employment of Attack Squadrons” w jego monografii Provisional Manual of Operations of Air Units, problemem zajął się też podpułkownik William C. Sherman w opracowaniu Tentative Manual for the Employment of Air Service. W 1921 Mitchell zorganizował pierwszy amerykański dywizjon bliskiego wsparcia powietrznego, 3rd Attack Group, opisując zasady jego działania:

W ataku, dywizjony wsparcia powietrznego działają nad własnymi siłami lądowymi i za linią frontu, neutralizując ogień piechoty i artylerii nieprzyjaciela. W obronie, obecność samolotów wsparcia powietrznego daje znak własnej piechocie, że dowództwo robi wszystko, aby pomów ciężko walczącym żołnierzom i podejmuje wszystkie środki, aby ich wspomagać w walce

W czasie wojny improwizowane amerykańskie dywizjony szturmowe używały samolotów DH.4, ale jeszcze przed sformowaniu 3rd Attack Group zdecydowano, że powinien on zostać wyposażony w specjalnie zaprojektowane do tego celu samoloty szturmowe.
Na zamówienie Armii powstało wówczas kilka nieudanych konstrukcji, wielosilnikowe samoloty Boeing GA-1 i Boeing GA-2, jednosilnikowy Orenco IL-1 (Orenco Model E), a także jako prywatna inicjatywa, interesujący ale równie nieudany Junkers-Larsen JL-12 o całkowicie metalowej konstrukcji i wyposażony w 30 pistoletów maszynowych.

### Projekt
PG-1 (w ramach systemu oznaczeń samolotów United States Army Air Corps obowiązującego w latach 1919-24 był to jedyny samolot noszący oznaczenie „PG” oznaczające pursuit ground - „pościgowy, bliskiego wsparcia”), został zaprojektowany w należących do Armii zakładach Engineering Division w 1921, a kontrakt jego budowę przyznano zakładom Aeromarine w maju 1921.
PG-1 miał konstrukcję całkowicie konwencjonalną jak na dwupłat z tego okresu, jedyną nowinką techniczną było uzbrojenie samolotu w działko 37 mm strzelające przez piastę silnika. Podobnie jak wiele dwupłatów, PG-1 miał górny płat większy od dolnego, był on umieszczony na górnej powierzchni kadłuba w zamierzeniu mając dawać pilotowi lepszą widoczność niż w samolotach o górnym płacie wystającym ponad samolot. Poprawienie widoczności z kabiny pilota poprzez taki układ skrzydeł było jednak niwelowane przez umieszczenie bezpośrednio nad silnikiem chłodnicy, która skutecznie blokowała pole widzenia pilota do przodu. 
Samolot został zaprojektowany z myślą o użyciu silnika Wright K-2 (będącego rozwinięciem Wright-Hispano H) o mocy 300 KM, ale w momencie ukończenie pierwszej maszyny prace nad silnikiem nie zostały jeszcze ukończone i początkowo był on napędzany dwoma podobnymi silnikami Packard 1A w wersjach 1116 i 1237 o mocy 346 KM.
Samolot został oblatany 22 sierpnia 1922. Wszystkie trzy egzemplarze (numery seryjne 63244-63246) zostały oblatane i były testowane w bazie Armii McCook Field. Drugi egzemplarz został rozbity w czasie jego pierwszego lotu.
W czasie oblatywania wyszło na jaw, że samolot cierpi na szereg problemów. Gruba płyta pancerna powodowała nadmierne wibracje, osiągi samolotu zostały ocenione jako niezadowalające podobnie jak widoczność z kabiny pilota.
Dalsze prace nad rozwojem samolotu zostały wstrzymane w 1922 po wybudowaniu trzech prototypów, niektóre źródła wspominają, że zbudowane samoloty były jeszcze używane do eksperymentów z różnych umieszczaniem uzbrojenia w samolocie.

## Konstrukcja
Aeromarine PG-1 był jednosilnikowym, jednomiejscowym półtorapłatem o konstrukcji drewnianej ze stałym podwoziem i płozą ogonową. Kokpit pilota i silnik chronione były od dołu blachą pancerną o grubości ¼ cala (6,3 mm). Górne skrzydło umieszczone było blisko górnej części kadłuba, w jego centralnej części znajdowało się wycięcie na kabinę pilota, przymocowane było do dolnego, znacznie mniejszego skrzydła zastrzałami w kształcie litery V.
Planowanym napędem samolotu miał być silnik Wright K-2 o mocy 300/330 KM, ale ponieważ nie był on jeszcze dostępny w momencie ukończenia dwóch pierwszych prototypów pierwszy z nich napędzany był silnikiem V-8 Wright-Hispano H, a drugi silnikiem V-12 Packard 1A-1116. Zbudowany nieco później trzeci prototyp testowany był z silnikami K-2 oraz Packard 1A-1237.
Uzbrojenie samolotu stanowiło pojedyncze działko typy Baldwin 37 mm strzelające przez piastę śmigła i pojedynczy karabin maszynowy 12,7 mm.